# Brabira costimacula
Brabira costimacula là một loài bướm đêm trong họ Geometridae.